# Aldose

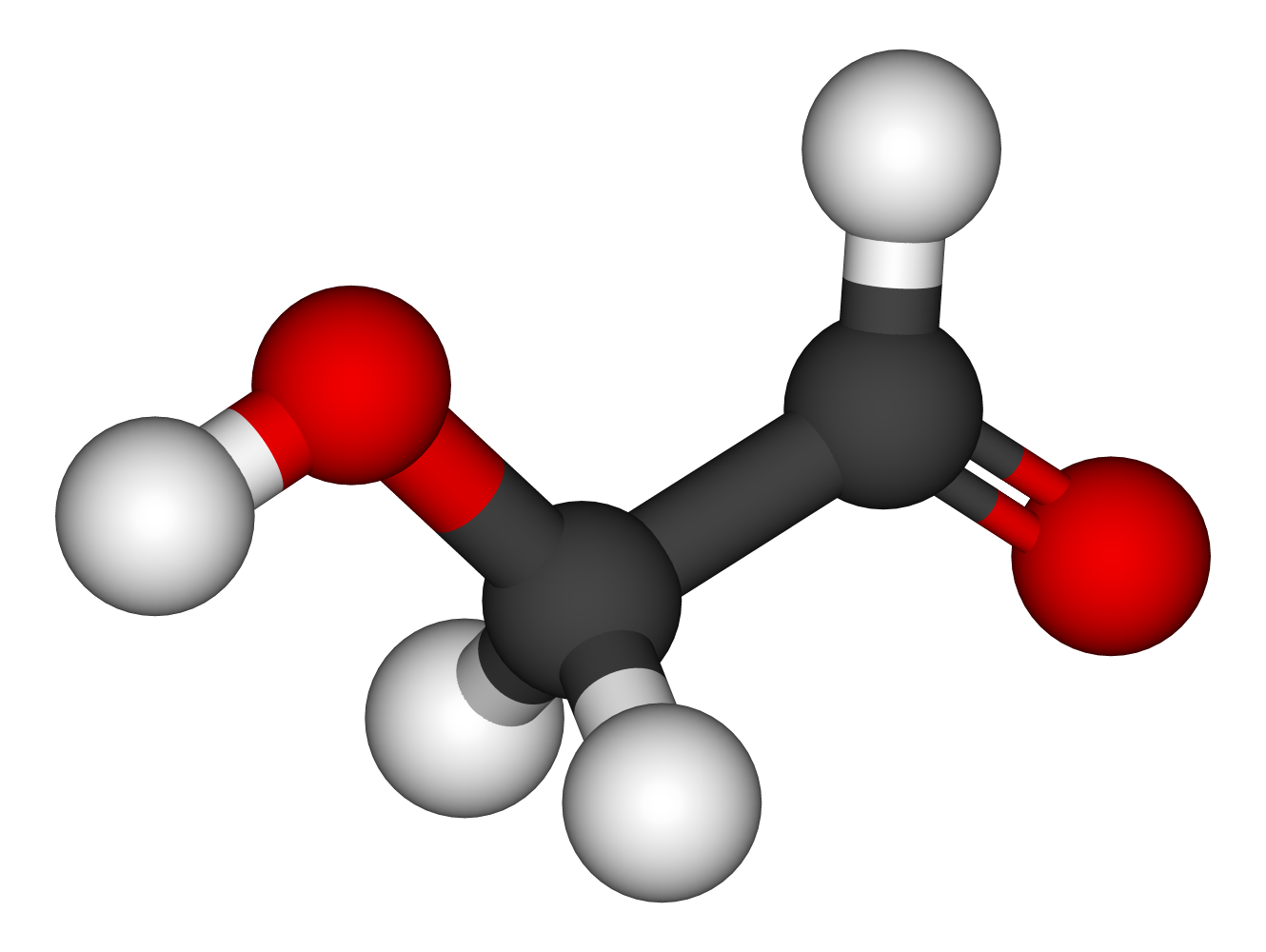
Glycolaldehyde is de enige diose

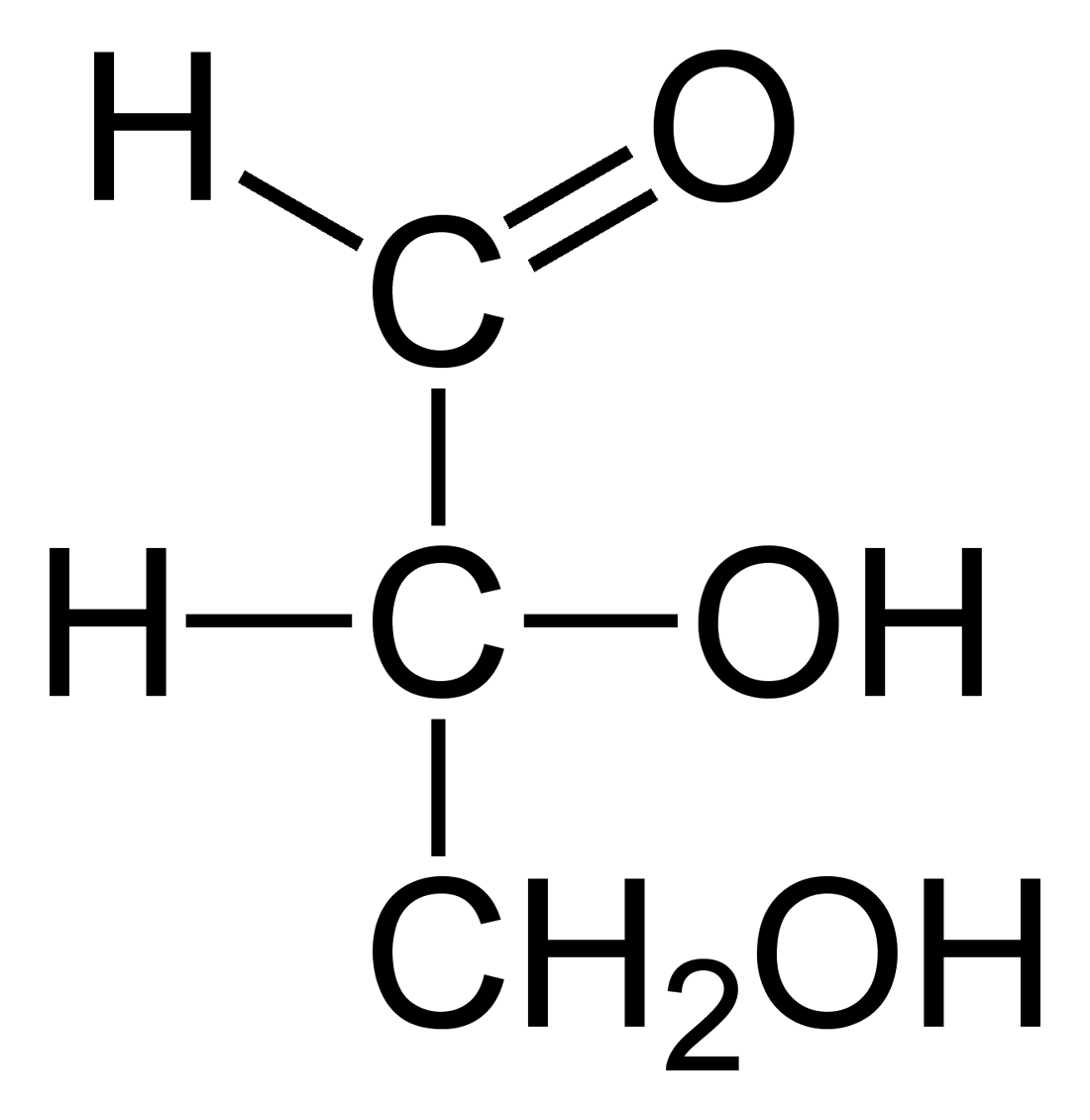
Fischer projectie van D-glyceraldehyde

Een aldose is een monosacharide met een aldehyde- (-CH=O) groep per molecule. De chemische formule is Cn(H2O)n. De eenvoudigste aldose is de diose glycolaldehyde, dat uit twee koolstofatomen bestaat.
Omdat een aldose ten minste één asymmetrisch koolstof heeft, vertonen aldosen stereo-isomerie. Een aldose kan bij een Fischerprojectie voorkomen in een D- of L-vorm. In biologische systemen worden D-aldosen meer herkend dan L-aldosen.
Een aldose verschilt van een ketose, doordat de carbonylgroep aan het eind van de koolstofketen voorkomt in plaats van in het midden. Hierdoor kunnen ketosen van aldosen onderscheiden worden met een Seliwanoff-test. Een aldose kan met de Lobry de Bruyn-Alberda van Ekenstein-transformatie isomerisch omgezet worden in een ketose.

## Lijst van aldosen
- Diose: glycolaldehyde
- Triose: glyceraldehyde
- Tetrosen: erythrose, threose
- Pentosen: ribose, arabinose, xylose, lyxose
- Hexosen: allose, altrose, glucose, mannose, gulose, idose, galactose, talose

"Stamboom" van de D-aldosen. De diose ontbreekt. Door het toevoegen van CH–OH-groepen aan de keten ontstaan grotere moleculen. De draairichting van de polarisering wordt aangegeven met (+) en (−). (1) D-(+)-Glyceraldehyde; (2a) D-(−)-Erythrose; (2b) D-(−)-Threose; (3a) D-(−)-Ribose; (3b) D-(−)-Arabinose; (3c) D-(+)-Xylose; (3d) D-(−)-Lyxose; (4a) D-(+)-Allose; (4b) D-(+)-Altrose; (4c) D-(+)-Glucose; (4d) D-(+)-Mannose; (4e) D-(−)-Gulose; (4f) D-(−)-Idose; (4g) D-(+)-Galactose; (4h) D-(+)-Talose